# Tonje Nøstvold Lunde
Tonje Nøstvold (7. maj 1985 i Stavanger) er en norsk håndboldspiller, der spiller som back for Sola HK. Hun fik debut på Norges håndboldlandshold i 2005.

## Klubhold
Nøstvold begyndte som 7-årig at spille håndbold i Stavanger-bydelen Hundvåg hos Hundvåg Håndball Klubb. I sæsonen 2002-03 rykkede klubben fra op i 2. division. Efter oprykningen skiftede Nøstvold i sommeren 2003 til eliteserieklubben og lokalrivalerne fra Sola Håndball.
I februar 2008 underskrev hun en 3-årig kontrakt med den danske klub Ikast-Bording, (nu FC Midtjylland Håndbold), med virkning fra 1. juli 2008. I februar 2011 skiftede hun til Byåsen IL.

## Landshold
Tonje Nøstvold fik debut på det norske A-landshold den 27. september 2005 i en kamp mod Portugal.
2. september 2011 havde hun i alt spillet 141 kampe og scoret 348 mål for nationalmandskabet.